# Anaphosia eurygrapha
Anaphosia eurygrapha là một loài bướm đêm thuộc phân họ Arctiinae, họ Erebidae.